# Chenopodium olukondae
Chenopodium olukondae är en amarantväxtart som först beskrevs av Josef Murr, och fick sitt nu gällande namn av Josef Murr. Chenopodium olukondae ingår i släktet ogräsmållor, och familjen amarantväxter. Inga underarter finns listade i Catalogue of Life.